# Zajceva
Zajceva är en udde i Antarktis. Den ligger i Östantarktis. Australien gör anspråk på området.
Terrängen inåt land är platt. Havet är nära Zajceva åt nordost. Trakten är obefolkad. Det finns inga samhällen i närheten.